# Draskóczy Ilma
Draskóczy Ilma, Jörg Endréné, Jörgné (Máramarossziget, 1884. december 3. – Temesvár, 1945. január 21.) költő, újságíró.

## Életútja
Tehetségét Kiss József és Szabolcska Mihály fedezte fel, biztatásukra kezdett behatóbban foglalkozni az irodalommal. Verseit, tárcáit és cikkeit A Hét, Új Idők, Nyugat, Figyelő és Jövendő című budapesti folyóiratok és napilapok közölték.
1903-ban költözött Temesvárra, ahol a Temesvár és vidéke című lapot szerkesztette. Három verskötete Budapesten jelent meg. Verseiből néhányat megzenésítettek Révay György és Hoós János zeneszerzők.
1919 után éveken át vezette a Temesvári Hírlap "Beteg szívek patikája" című rovatát. Alapításától tagja s hat éven át (1929–35) elnöke volt az Arany János Társaságnak. Figyelemre méltó népművelő tevékenységet fejtett ki. Utolsó verskötete: Lélekrengés (Temesvár, 1925).

## Köteteiből
- Versek / írta Jörgné Draskóczy Ilma. Budapest : Singer és Wolfner, 1905. 119 p.
- Melódiák / írta Jörgné Draskóczy Ilma. Budapest : Singer és Wolfner, 1911. 156 p.
- Lélekrengés : versek / J. Draskóczy Ilma. Temesvár : Helicon, 1925. 86 p.